# Черніга Роман Михайлович
Рома́н Миха́йлович Черні́га — український математик, фахівець із математичної фізики та прикладної математики. Провідний науковий співробітник відділу математичної фізики Інституту математики НАН України. Доктор фізико-математичних наук, професор, член Наукового комітету [Архівовано 2 лютого 2021 у Wayback Machine.] Національної ради України з питань розвитку науки і технологій.

## Біографія
Роман Михайлович Черніга народився 21 грудня 1958 року в с. Лисятичі Стрийського району Львівської області у родині Михайла Михайловича Черніги (1929—2002) та Стефанії Петрівни Черніги (до шлюбу Пікас) (1932 р.н.), дитинство (1959—1973) пройшло в м. Рудки, Львівської області. Одружений з Наталією Дмитрівною Чернігою (до шлюбу Гергало) (1961 р.н.), батько двох синів: Богдан (1982 р.н.), Назар (1987 р.н.)

### Освіта
- 1973‒1976 — Республіканська спеціалізована школа-інтернат фізико-математичного профілю при Київському державному університеті імені Т. Г. Шевченка.
- 1976‒1981 — Механіко-математичний факультет Київського державного університету імені Т. Г. Шевченка, диплом з відзнакою.

### Наукова кар'єра
- 1981—1992 рр.: інженер, старший інженер, науковий співробітник Інституту технічної теплофізики НАН України (тоді: АН УРСР), м. Київ.
- 1992—2004 рр.: старший науковий співробітник Інституту математики НАН України, м. Київ.
- 2004 р. до тепер: провідний науковий співробітник Інституту математики НАН України, м. Київ.
- 2003 р., 2008 р., 2009 р.: дослідник (за контрактом) групи статистичної фізики лабораторії CNRS Університету Лоррен (тоді: Університет ім. Анрі Пуанкаре), Нансі, Франція,
- 2013—2015 рр.: Марія Кюрі дослідник (Marie Curie Fellow) в школі математичних наук Ноттінґемського університету, Ноттінґем, Велика Британія.

### Викладацька кар'єра
- 1987 р.–1988 р.: асистент (за сумісництвом) кафедри вищої математики Київського політехнічного інституту.
- 2004 р.–2009 р.: професор (за сумісництвом) Інституту кібернетики Міжрегіональної академії управління персоналом, м. Київ.
- 2008 р.–2010 р.: професор (за сумісництвом) кафедри диференціальних рівнянь та матфізики Волинського національного університету імені Лесі Українки, м. Луцьк.
- 2010 р.–2014 р.: професор (за сумісництвом) кафедри математики Національного університету «Києво-Могилянська Академія», м. Київ.

### Наукові ступені та вчені звання
- 1987 — Кандидат фізико-математичних наук, Інститут математики АН УРСР. Науковий керівник — Фущич Вільгельм Ілліч.
- 2003 — доктор фізико-математичних наук, Інститут математики НАН України. Назва дисертації — «Нелінійні еволюційні рівняння: ґалілеївська інваріантність, точні розв'язки та їхнє застосування».
- 2012 — здобув вчене звання професора («професор кафедри математики»).

## Науковий доробок

### Основні напрями наукових досліджень
- розвиток нових методів для аналітичного розв'язання нелінійних диференціальних рівнянь та систем таких рівнянь;

- теоретико-алгебраїчний аналіз (зокрема, симетрії Лі та умовні симетрії) та точні розв'язки нелінійних диференціальних рівнянь з частинними похідними;

- застосування сучасних методів для побудови точних розв'язків нелінійних задач математичної фізики та математичної біології;

- точне і наближене розв'язання крайових задач з рухомими границями (задач типу Стефана);

- побудова математичних моделей для процесів живої і неживої природи на базі диференціальних рівнянь з частинними похідними.

### Монографії
- Roman Cherniha and Vasyl’ Davydovych. Nonlinear reaction-diffusion systems — conditional symmetry, exact solutions and their applicationsin biology. — Lecture Notes in Mathematics. — Vol. 2196.- Springer (Німеччина), 2017.[2]

- R. Cherniha, M. Serov, O. Pliukhin. Nonlinear reaction-diffusion-convection equations: Lie and conditional symmetry, exact solutions and their applications. — CRC Press Taylor&Francis Group (США), 2018.[3]

### Деякі з основних наукових праць
- Fushchich, W.I. and Cherniha, R.M. The Galilean relativistic principle and nonlinear partial differential equations, J. Phys. A: Math. Gen., 18 (1985), 3491.

- Fushchych, W.I. and Cherniha, R.M. Galilei-invariant nonlinear systems of evolution equations, J. Phys. A: Math. Gen., 28 (1995), 5569.

- Cherniha, R.M. A constructive method for obtaining new exact solutions of nonlinear evolution equations, Rep. Math. Phys., 38 (1996), 301—312.

- Cherniha, R.M. New non-Lie ansätze and exact solutions of nonlinear reaction-diffusion-convection equations, J. Phys. A: Math. Gen., 31 (1998), 8179.

- Cherniha, R., and Serov, M. Symmetries, ansätze and exact solutions of nonlinear second-order evolution equations with convection terms, Eur. J. Appl. Math., 9 (1998), 527—542.

- Cherniha, R. and King, J.R. Lie symmetries of nonlinear multidimensional reaction-diffusion systems: I, J. Phys. A: Math. Gen., 33 (2000), 267.

- Cherniha, R. and King, J.R. Lie symmetries of nonlinear multidimensional reaction-diffusion systems: II, J. Phys. A: Math. Gen., 36 (2003), 405.

- Cherniha, R. and King, J.R. Non-linear reaction-diffusion systems with variable diffusivities: Lie symmetries, ansätze and exact solutions,  J. Math. Anal. Appl., 308 (2005), 11-35.

- Cherniha, R. New Q-conditional symmetries and exact solutions of some reaction-diffusion-convection equations arising in mathematical biology,  J. Math. Anal. Appl., 326 (2007), 783—799.

- Cherniha, R. and Pliukhin, O. New conditional symmetries and exact solutions of nonlinear reaction-diffusion-convection equations, J. Phys. A: Math. Ther., 40, (2007), 10049.

- Cherniha, R. and Henkel, M. The exotic conformal Galilei algebra and nonlinear partial differential equations,  J. Math. Anal. Appl., 369 (2010), 120—132.

- Cherniha, R. and Kovalenko, S. Lie symmetries and reductions of multidimensional boundary value problems of the Stefan type, J. Phys. A: Math. Ther., 44 (2011), 485202.

- Cherniha, R., Stachowska-Pietka, J. and Waniewski, J. A mathematical model for fluid-glucose-albumin transport in peritoneal dialysis, Int. J. Appl. Math. Comp. Sci., 24 (2014), 837—851.  [Архівовано 22 квітня 2018 у Wayback Machine.]

- Cherniha, R. and King, J.R. Lie and Conditional Symmetries of a Class of Nonlinear (1+2)-dimensional Boundary Value Problems, Symmetry, 7 (2015), 1410—1435.  [Архівовано 22 квітня 2018 у Wayback Machine.]

- Cherniha, R., Davydovych, V. and Muzyka, L. Lie symmetries of the Shigesada–Kawasaki–Teramoto system, Commun. Nonlinear Sci. Numer. Simul., 45 (2017), 81–92.
- Cherniha, R., Davydovych, V. A hunter-gatherer–farmer population model: Lie symmetries, exact solutions and their interpretation, Euro. J. Appl. Math., 30 (2019) 338–357.
- Cherniha, R., Davydovych, V. A mathematical model for the COVID-19 outbreak and Its applications, Symmetry, 12 (2020) 990.  [Архівовано 11 червня 2020 у Wayback Machine.]
- Cherniha, R., Davydovych, V. Exact solutions of a mathematical model describing competition and co-existence of different language speakers, Entropy, 22 (2020) 154.  [Архівовано 26 вересня 2020 у Wayback Machine.]

### Редактор збірника наукових праць
Lie and Non-Lie Symmetries: Theory and Applications for Solving Nonlinear Models, Edited by Roman M. Cherniha.  MDPI, Basel, 2017. https://www.mdpi.com/books/pdfview/book/369 [Архівовано 6 липня 2018 у Wayback Machine.]

### Підручники
Р. М. Черніга «Рівняння математичної фізики», видавництво НУ «Києво-Могилянська Академія», Київ, 2012

### Підготовка наукових кадрів
Був керівником 4 аспірантів, які успішно захистили дисертації за спеціальністю 01.01.03 «математична фізика»: О. Плюхін (2009), Л. Миронюк (Л. Музика) (2011), С. Коваленко (2012) та В. Давидович (2014).

### Наукові конференції
Протягом 2011—2017 рр взяв участь у 16 міжнародних конференціях за межами України, зокрема протягом останніх років:
- International Conference on Symmetry Methods, Applications, and Related Fields, Vancouver, Canada, May 13—16, 2014 (пленарна доповідь) http://www.pims.math.ca/files/Abstracts-preliminary.pdf [Архівовано 31 березня 2018 у Wayback Machine.]
- BIOMAT 2014 — 14th International Symposium on Mathematical and Computional Biology, Bedlewo, Poland, 2—8 November, 2014 (пленарна доповідь) http://biomat.org/biomat2014/scientificprogramme2014v3.pdf [Архівовано 31 березня 2018 у Wayback Machine.]
- 14-th International Conference Geometry, Integrability and Quantization, Varna, Bulgaria, June 6—12, 2014 (пленарна доповідь) http://www.bio21.bas.bg/conference/Varna_14.htm [Архівовано 28 грудня 2017 у Wayback Machine.]
- 9th European Conference on Mathematical and Theoretical Biology, Gothenburg, Sweden (дві секційні доповіді) June 14—19, 2014http://conferences.chalmers.se/index.php/ecmtb/ecmtb/paper/view/1319
- International Conferenceon Free Boundary Problems: Theory and Applications, Cambridge, UK, 23 — 27 June, 2014 (секційна доповідь) http://www-old.newton.ac.uk/programmes/FRB/seminars/2014062511151.html
- 10th AIMS International Conference on Dynamical Systems, Differential Equations, and Applications, Madrid, July 7—11, 2014 (секційна доповідь) http://www.aimsciences.org/conferences/2014/session_schedule/ps08ss115.pdf [Архівовано 31 березня 2018 у Wayback Machine.]
- The Joint British Mathematical Colloquium & British Applied Mathematics Colloquium 2015, Cambridge, 30th March — 2nd April, 2015 (секційна доповідь) http://www.bmc-bamc2015.maths.cam.ac.uk/proceedings/abstract.php?id=46%5Bнедоступне+посилання+з+серпня+2019%5D
- The 9th International Conference on Differential Equations and Dynamical Systems, Dallas, Texas, USA, May 14-16, 2015 (пленарна доповідь) http://www.watsci.org/deds2015/ [Архівовано 29 серпня 2017 у Wayback Machine.]
- The 7th European Congress of Mathematics, Berlin, July 18-22, 2016 (дві секційні доповіді) http://www.7ecm.de/program/contributed_talks.html [Архівовано 31 березня 2018 у Wayback Machine.]
- Symmetry 2017 — The First International Conference on Symmetry, Barcelona, October 16-18, 2017 (пленарна доповідь) http://sciforum.net/conference/symmetry2017/symmetry2017-S4 [Архівовано 24 жовтня 2017 у Wayback Machine.]
- SIAM Annual Meeting, Pittsburgh, USA, July 10-14, 2017 (секційна доповідь)   http://meetings.siam.org/sess/dsp_programsess.cfm?SESSIONCODE=62608
- Application of Nonlinear Diffusion equations, Melbourne, Australia, June 19-21, 2019. (пленарна доповідь)   https://www2.math.kyushu-u.ac.jp/~ande2019/ [Архівовано 2 березня 2022 у Wayback Machine.]

### Членство у редколегіях міжнародних наукових видань
- член редколегії міжнародного журналу SYMMETRY, з 2015 р. http://www.mdpi.com/journal/symmetry/editors [Архівовано 22 квітня 2018 у Wayback Machine.]
- Член наглядової ради Preprints MDPI, з 2017 р. https://www.preprints.org/advisory_board [Архівовано 31 грудня 2020 у Wayback Machine.]
- Член редколегії міжнародного  журналу SCI, з 2018 р. https://www.mdpi.com/journal/sci/editors [Архівовано 3 серпня 2020 у Wayback Machine.]

### Членство у наукових товариствах
- Київське математичне товариство (з 1993 р.) https://web.archive.org/web/20170215204522/http://www.mathsociety.kiev.ua/
- European Society for Mathematical and Theoretical Biology (1996—2015) http://euro-math-soc.eu/corporate/european-society-mathematical-and-theoretical-biology [Архівовано 29 червня 2017 у Wayback Machine.]
- Всеукраїнська асоціація за європейські цінності в науці (2006—2007, голова) https://sites.google.com/site/ukrsci/ [Архівовано 13 жовтня 2020 у Wayback Machine.]
- Society for Industrial and Applied Mathematics (SIAM) (з 2017) https://www.siam.org/membership/ [Архівовано 25 березня 2018 у Wayback Machine.]
- Громадська організація ‘Інститут прикладної математики та математичної фізики’ (з 2017 р., голова)   http://iammp.uk/ [Архівовано 8 грудня 2021 у Wayback Machine.]

## Міжнародні наукові проекти та ґранти (з 2000р.)
- 2001 — 2004 рр.: ґрант Королівського товариства (Велика Британія) на виконання спільного проекту (The Royal Society International Joint Project 14184) «Симетрії та розв'язки нелінійних систем реакції-дифузії». Співкерівник проекту та основний виконавець.

- 2003 — 2005 рр.: спільний україно-польський проект «Застосування сучасних математичних методів для розв'язання нелінійних моделей, що виникають в очеревинному діалізі».

- 2006 р.: ґрант Математичного дослідницького інституту Обервольфаха на виконання проекту «Нелінійні системи реакції-дифузії-конвекції: нові умовні симетрії та точні розв'язки», Обервольфах, Німеччина. Співкерівник проекту та основний виконавець.

- 2010 р.: індивідуальний ґрант Фонду ім. Мяновського (Mianowski Fund) на виконання проекту «Математичні моделі руху рідин і розчинів в нормальних та патологічних біотканинах», Варшава, Польща.

- 2011 — 2014 рр.: спільний україно-польський проект «Математичне моделювання процесів переносу у тканинах при очеревинному діалізі». Співкерівник проекту та основний виконавець.

- 2013 — 2015 рр.: індивідуальний ґрант ім. Марії Кюрі в межах 7 Рамкової програми Євросоюзу (Marie Curie IIF project 328563 funded by EU within FP7-PEOPLE-2012-IIF) на виконання проекту «Редукція та точні розв'язки граничних задач з рухомими межами методами, базованими на симетріях (BVP symmetry)».

- 2016 — 2017 рр.: індивідуальний ґрант ім. Марії Кюрі в межах 7 Рамкової програми Євросоюзу (Marie Curie IIF project 912563 funded b yEU within FP7-PEOPLE-2012-IIF) на завершення виконання вказаного вище проекту.

## Захоплення
Гори Карпати (зокрема, подолав всі двохтисячники українських Карпат), футбол, історія України та Європи, європейський живопис 14 ст.—17 ст., англійські паби, авторські дописи для ЗМІ, дача.

### Наукові профілі
- Сторінка на ResearcherID.
- Сторінка на Scopus.
- Сторінка на ORCID. [Архівовано 31 березня 2018 у Wayback Machine.]
- Сторінка на Google Scholar. [Архівовано 28 березня 2018 у Wayback Machine.]

### Дописи для ЗМІ
Автор багатьох публікацій в ЗМІ (Дзеркало тижня, Україна молода, День, Голос України, Українська правда та ін.) на різноманітні теми. Значна частина публікацій   присвячена проблемним питанням розвитку науки та освіти, зокрема:
- Одинадцять років застою в НАН України після проголошеного реформування! [Архівовано 12 лютого 2017 у Wayback Machine.]

- Наука в Україні: особливий шлях розвитку чи глибокий занепад? [Архівовано 10 травня 2017 у Wayback Machine.]

- Коли професор в Україні стане гордістю вітчизняної науки ? [Архівовано 10 травня 2017 у Wayback Machine.]
- До дискусії про опублікування результатів дисертацій [Архівовано 10 вересня 2019 у Wayback Machine.]
- Україна без науки, або як провалили спробу Наукового Комітету зупинити вал фейкових дисертацій [Архівовано 4 грудня 2020 у Wayback Machine.]